# Mycalesis obscurus
Mycalesis obscurus är en fjärilsart som beskrevs av Clayton Dissinger Mell 1942. Mycalesis obscurus ingår i släktet Mycalesis och familjen praktfjärilar. Inga underarter finns listade i Catalogue of Life.